# No Other Baby
«No Other Baby» es una canción compuesta por Dickie Bishop y Bob Watson, originalmente grabada en 1957 por Dickie Bishop and The Sidekicks. Otras versiones tempranas fueron grabadas por The Vipers en 1957 y Bobby Helms en 1959.
Paul McCartney grabó una versión de «No Other Baby» para su álbum de 1999 Run Devil Run, publicado un año después de la muerte de su mujer Linda McCartney. La canción, publicada como sencillo promocional del álbum, alcanzó el puesto 42 de la lista de sencillos del Reino Unido.Paul McCartney nunca tuvo el disco donde contenía la versión original de The Vipers,solo se acordaba de haberla escuchado y le enseñó los acordes a los participantes del álbum.

## Lista de canciones
Vinilo de 7"
1. «No Other Baby»
2. «Brown Eyed Handsome Man»

CD
1. «No Other Baby»
2. «Brown Eyed Handsome Man»
3. «Fabulous»